# Європейський центр з протидії гібридним загрозам
Європейський центр з протидії гібридним загрозам англ. European Centre of Excellence for Countering Hybrid Threats — міждержавний, європейський Центр боротьби з гібридними загрозами — кібератаками, пропагандою та дезінформацією, який за меморандумом 2017 р. організовують у Гельсінкі США, Велика Британія, Франція, Німеччина, Швеція, Польща, Фінляндія, Латвія і Литва. Передбачається, що Центр формуватиме мережу експертів для країн-учасниць. 

## Історія
Необхідність у створенні такого Центру прокоментував на прес-конференції міністр закордонних справ Фінляндії Тімо Сойні: «Центр є реальним стимулом для співпраці між ЄС і НАТО. Гібридна активність стала постійним викликом для європейської безпеки».

## Мета
Метою не є пряме віддзеркалення атак, а дослідницька робота. Центр також організовуватиме спільні навчання і покращуватиме способи обміну інформацією.

## Сучасний стан
Станом на вересень 2017 у Гельсінкі працює сім дослідників і інших співробітників. Центр з гібридних загроз також тісно співпрацює з Євросоюзом і НАТО.
Початковий річний бюджет центру становить близько 1,5 млн євро.